# Andrée Marquet
Pour les articles homonymes, voir Marquet.
Andrée Marquet, née le 3 mars 1934 à Til-Châtel, est une chimiste française spécialiste de la chimie organique et de la biologie chimique, professeur émérite à l'Université Pierre-et-Marie-Curie et correspondante à l'Académie des Sciences depuis 1993.

## Biographie
Andrée Marquet fait des études d'ingénieur à l'École nationale supérieure de chimie de Paris, puis elle soutient une thèse préparée au Collège de France sous la direction de Jean Jacques (1961) suivie d’un stage post doctoral à l’ETH de Zürich avec le professeur Duilio Arigoni. Après une carrière au CNRS, elle est nommée professeur à l’université Pierre-et-Marie-Curie (1978) et y fonde le laboratoire de chimie organique biologique. Elle contribue, avec quelques collègues, à développer à l’échelle nationale cette sous-discipline d’interface encore à ses débuts et crée à l’UPMC des enseignements adaptés où se retrouvent chimistes et biochimistes.
À côté de son travail d’enseignant chercheur, elle a occupé diverses fonctions d’intérêt général.
Entre 1984 et 1986, elle préside la division de chimie organique de la Société chimique de France et, de 1987 à 1991, la Société franco-japonaise de chimie fine et thérapeutique. Elle préside la section 20 du comité national du CNRS (1991-1995) et est membre entre 1992 et 1997 du conseil scientifique de l'organisme. En 1998, elle occupe le poste de directeur scientifique du département de chimie à la direction de la recherche du ministère de l’Éducation Nationale, de la Recherche et de la Technologie. Entre 1999 et 2003, elle est membre du conseil d’administration du Palais de la Découverte, et entre 2007 et 2011, membre du comité d'éthique du CNRS. En 2002, elle fonde la commission « Chimie et Société », au sein de la fondation de la Maison de la Chimie, dont elle reste présidente jusqu’en 2011. Cette commission cherche à analyser l’origine de l’incompréhension qui s’est développée entre chimie et société, et à apporter sa contribution à la recherche de solutions en organisant des actions résolument tournées vers le grand public.

## Recherche
Andrée Marquet et ses collaborateurs se sont intéressés aux mécanismes réactionnels en chimie organique, en particulier ceux qui mettent en jeu des carbanions (énolates, anions en alpha de sulfoxydes), et utilisé en synthèse les acquis de ces études, par exemple pour une synthèse totale de la biotine.
Elle s’est ensuite tournée vers l’enzymologie mécanistique, appliquant au fonctionnement des enzymes la démarche utilisée en chimie organique.
Les principaux domaines abordés concernent :
- la biochimie des stéroïdes : inhibition de la biosynthèse de l’aldostérone (parmi les divers composés synthétisés et testés, la 18-vinyl progestérone s’est révélée être un excellent inhibiteur du Cytochrome P450 impliqué dans la dernière étape de cette biosynthèse, faisant de cette molécule un hypotenseur potentiel ;
- le mécanisme d’action de la vitamine K, cofacteur indispensable dans la cascade de réactions de la coagulation sanguine ;
- la voie de biosynthèse de la biotine : le mécanisme de plusieurs des enzymes impliquées a été décrypté et divers inhibiteurs ont été conçus et synthétisés. Un problème particulièrement difficile à la résolution duquel Andrée Marquet et son équipe ont apporté une contribution déterminante est celui du mécanisme de la biotine synthase, qui catalyse la dernière étape.

Ils ont montré qu’elle appartient à la famille nouvellement découverte de proteines (Fe-S) dépendant de la S-Adenosylméthionine, catalysant des réactions radicalaires. Il s’agit d’une famille qui ouvre un nouveau chapitre de l’enzymologie
Un autre domaine d’activité du laboratoire, fruit d’une collaboration avec le laboratoire de neurobiologie du Collège  de France (Prof. Jacques Glovinski) porte sur l’activité d’une famille de neuromédiateurs peptidiques, les tachykinines.

## Principales publications
- A. Marquet, De l’arme chimique à l’agent thérapeutique. L’Actualité Chimique, 2014, no 391, XIII-XVIII.
- A.  Marquet et Y. Jacquot. Faut-il avoir peur du Bisphenol  A ? L’Actualité Chimique, 2013, no 378-379,11-19.
- A. Marquet et B.Sillion, coordinateurs. Chimie et Société : Quel dialogue ? L’Actualité Chimique, 2011, no 355.
- A. Marquet, B. Tse Sum Bui, AG. Smith, MJ. Warren. Iron-sulfur proteins as initiators of  radical chemistry. Nat. Prod. Rep., 2007 ; 24 : 1027-1040.
- M. Lotierzo, B. Tse Sum Bui, D. Florentin, F. Escalettes, A .Marquet. Biotin synthase mechanism: An overview. Biochemical Society Transactions, 2005, 33, 820 – 823.
- B. Rüdiger, B. Tse Sum Bui, V. Schünemann, D. Florentin, A. Marquet, A..S. Trautwein. Iron-sulfur clusters of biotin synthase in vivo: a Mössbauer study. Biochemistry, 2002, 41, 15000-15006.
- E. Davioud, A. Piffeteau, C. Delorme, S. Coustal, A. Marquet.18-Vinyldeoxycorticosterone: a potent inhibitor of the bovine cytochrome P-45011b. Bioorganic and Medicinal Chemistry, 1998, 6, 1781-1788.
- A. Vidal-Cros, M. Gaudry, A. Marquet. Vitamin K dependent carboxylation. Mechanistic studies with 3-fluoroglutamate containing substrates. Biochemical Journal, 1990, 266, 749-755.
- G. Chassaing and A. Marquet. A  13 C NMR study of the structure of sulfur-stabilized carbanions. Tetrahedron, 1978, 34, 1399.
- S. Lavielle, S. Bory, B. Moreau, M.J. Luche and A. Marquet. A total synthesis of biotin based on the stereoselective alkylation of sulfoxides. J. Amer. Chem. Soc., 1978, 100, 1558.

## Honneurs et récompenses
- 1961 : prix Eugène Schuëller (ENSCP)
- 1971 : prix de la Division de Chimie organique de la Société française de chimie
- 1986 : prix La Caze de l'Académie des sciences et médaille Berthelot de l'Académie des sciences
- 1988 : médaille d’argent du CNRS
- 1993 : membre correspondant de l’Académie des sciences[3].
- 1994 : Grand prix Achille-Le-Bel de la Société chimique de France[4].
- 2000 :  Officière de l'ordre national du Mérite
- 2012 :  Officière de la Légion d'honneur[5]
- 2018 :  Commandeure de l'ordre des Palmes académiques[6]